# Іоанн II Комнін
Іоанн II Комнін  (грец. Ἰωάννης Β' Κομνηνός, 13 вересня 1087 — 8 квітня 1143) — імператор Візантії з 1118 по 1143 рік.
Син імператора Візантії Олексія Комніна і Ірини Дукени. Був одружений з угорською принцесою Іриною, дочкою Ласло I Святого. Відомий з прізвиськом Колоноанн — красивий Іоанн, хоч його зовнішність була малопривабливою, а через дуже темне волосся і обличчя його прозвали Мавром.
Початок правління дещо затьмарений інтригами його сестри — Анни Комніни, яка хотіла трона для свого чоловіка. Іоанн відносно легко викриває ці інтриги та роздає нагороди вірним соратникам.
Іоанн II Комнін веде активну експансіоністську політику, старається відновити імперію територіально, якою вона була до поразки під Манцикертом у 1071 році. Відвоював у турків в 1133–1135 роках частину візантійських територій, завойованих ними раніше (ними були захоплені Лаодіка і Созополь). У 1142 році Іоанн Комнін мав намір знову йти війною на Антіохію з метою отримання реального контролю над антіохійським князівством, але смерть не дозволила йому реалізувати цей план). Одержав ряд перемог над печенігами (1122), сербами (близько 1124) і угорцями (1129), що забезпечило йому мир у європейській частині імперії. Його спроби підкорити під вплив Візантії — Кілікію (1137), Держави хрестоносців (також у 1137 році) сильно покращили відношення до Візантії як імперії.
У конфлікті з Венецією Іоанн II програв через слабкість візантійського флоту. 1122 року у відповідь на позбавлення венеційських торговців низки привілеїв, венеційський флот почав військові дії проти острівних і прибережних територій Візантії. У 1126 році Іоанн Комнін був змушений відновити ці торговельні привілеї венеційців. Це також було однією з причин проведеної при Івані Комніні реформи флоту.
Під час полювання на диких кабанів у горах Тавра був поранений отруєною стрілою і помер від зараження, проте встиг призначити наступника — свого четвертого сина Мануїла I імператором Візантії. Його старші сини Олексій та Андронік уже померли, а Ісаака він просто обійшов при призначенні наступника.